# Zacharias III. von Aghtamar
Zacharias III. von Aghtamar (Zak'aria Ałt'amarc'i) († 1464 in Vałaršapat) war ein Katholikos der Armenischen Apostolischen Kirche.
Der aus hochadliger Familie stammende Zacharias trat ab 1419 als Koadjutor seines Onkels, des Katholikos  Dawit' von Aghtamar (1393–1433), in Erscheinung und wurde Anfang 1434 dessen Nachfolger als Oberhaupt des Sonderkatholikats von Aghtamar. 
Bei der Neubegründung des Katholikos-Sitzes in Etschmiadsin bei Vałaršapat durch die ostarmenische Synode von 1441 und nach der Ablehnung des Katholikos Gregor IX. (1439–1446), von Sis im kilikischen Kleinarmenien, nach Großarmenien überzusiedeln, war Zacharias einer der Kandidaten für die erneuerte Kathedra, doch wurde ihm der Vardapet Kirakos Virapec'i (1441–1443; † 1448) vorgezogen. Nach dessen Sturz erkannte Zacharias den nachfolgenden Katholikos Grigor Makvec'i (1443–1465) nicht an und beanspruchte nach Kirakos' Tod die Würde eines „Katholikos Aller Armenier“. Mit politischer Unterstützung konnte er 1460 Grigor aus Etschmiadsin verdrängen und dessen Thron in Besitz nehmen. 1461 zum Rückzug nach Ałt'amar gezwungen, entführte er dorthin die Hauptreliquien von Etschmiadsin, darunter die für die Weihe eines Katholikos wichtige Hand Gregors des Erleuchters. In den Folgejahren vermochte er noch einmal in Vałaršapat Fuß zu fassen, wurde dort jedoch 1464 vergiftet.
Seinen Wunsch, das untergegangene armenische Königtum im Osten zu restaurieren, konnte Zacharias selbst nicht verwirklichen, wohl hingegen, ein einziges und letztes Mal, sein Nachfolger und Vetter, Stephanos V. von Aghtamar (1465–1487), der 1466 Smbat Sefedinean, einen Neffen Zacharias III., zum König von Vaspurakan salbte.